# Teatro Petruzzelli
Il teatro Petruzzelli è il maggiore teatro di Bari e il quarto più grande d'Italia, ubicato nel pieno centro del capoluogo pugliese.
Il teatro è di proprietà della famiglia Messeni Nemagna.

## Storia

### La nascita e i primi anni
La storia del teatro Petruzzelli di Bari ha inizio quando Onofrio e Antonio Petruzzelli, commercianti e armatori baresi, presentarono al comune di Bari la progettazione del teatro dell'ingegnere Angelo Cicciomessere (poi Messeni), marito della loro sorella Maria. La loro proposta venne accettata e il 29 gennaio 1896 stipularono il contratto tra la famiglia e l'amministrazione comunale.
Con quel contratto il comune di Bari cedeva il suolo in uso perpetuo ai Petruzzelli perché vi edificassero un politeama. Due anni dopo, nell'ottobre 1898, cominciarono i lavori finanziati esclusivamente dalla famiglia proprietaria, che terminarono nel 1903. Internamente il teatro fu affrescato da Raffaele Armenise, decorato in oro zecchino e, cosa avveniristica per l'epoca, dotato di riscaldamento e luce elettrica per una capienza di 2.192 posti. Il Petruzzelli tolse a Corato il primato del più grande teatro di Puglia. Fu inaugurato sabato 14 febbraio 1903 con Gli ugonotti di Giacomo Meyerbeer.
Fino all'inizio degli anni '60 l'attività del Petruzzelli è stata gestita direttamente dalla famiglia proprietaria Messeni Nemagna, che fino al 27 ottobre 1991, data dell'incendio, si è avvalsa di diversi impresari.

Una cartolina d'epoca del Teatro Petruzzelli, prima dell'incendio

Nel 1945 quando finì la 2ª guerra mondiale fu dichiarato "Monumento di interesse storico e artistico" e sottoposto alla legge di tutela. Nel 1973 in riconoscimento dell'alta qualità dell'attività fino ad allora svolta fu dichiarato "Teatro di tradizione" e sottoposto alla legge n. 800.
Fin dalle prime stagioni ospitò grandi artisti, tra cui, Beniamino Gigli, Mario Del Monaco, Alfredo Kraus, Renata Tebaldi, Tito Schipa, Renato Bruson, Pietro Mascagni che vi diresse una sua opera, ed Herbert Von Karajan. Come politeama la programmazione spaziava tra i vari generi di spettacolo e accanto alla lirica, andarono in scena musical, balletti e grandi concerti. Grandi artisti italiani e internazionali hanno calcato il palco del Petruzzelli: Wanda Osiris, Totò, Nino Taranto, Macario, Joséphine Baker, Lucio Battisti, Renato Zero ("Identikit Zero" 5-6 febbraio 1985 con tre spettacoli, una pomeridiana e un serale la seconda data), Claudio Baglioni, Milva, Rudol'f Nureev, Frank Sinatra, Ray Charles, Liza Minnelli, Juliette Gréco, Eduardo De Filippo, Dario Fo, Riccardo Muti, Carla Fracci, Luciano Pavarotti, Plácido Domingo, José Carreras, Katia Ricciarelli, Rajna Kabaivanska, Piero Cappuccilli, Cecilia Gasdia, Giorgio Gaber e molti altri.

#### Festival di musica leggera

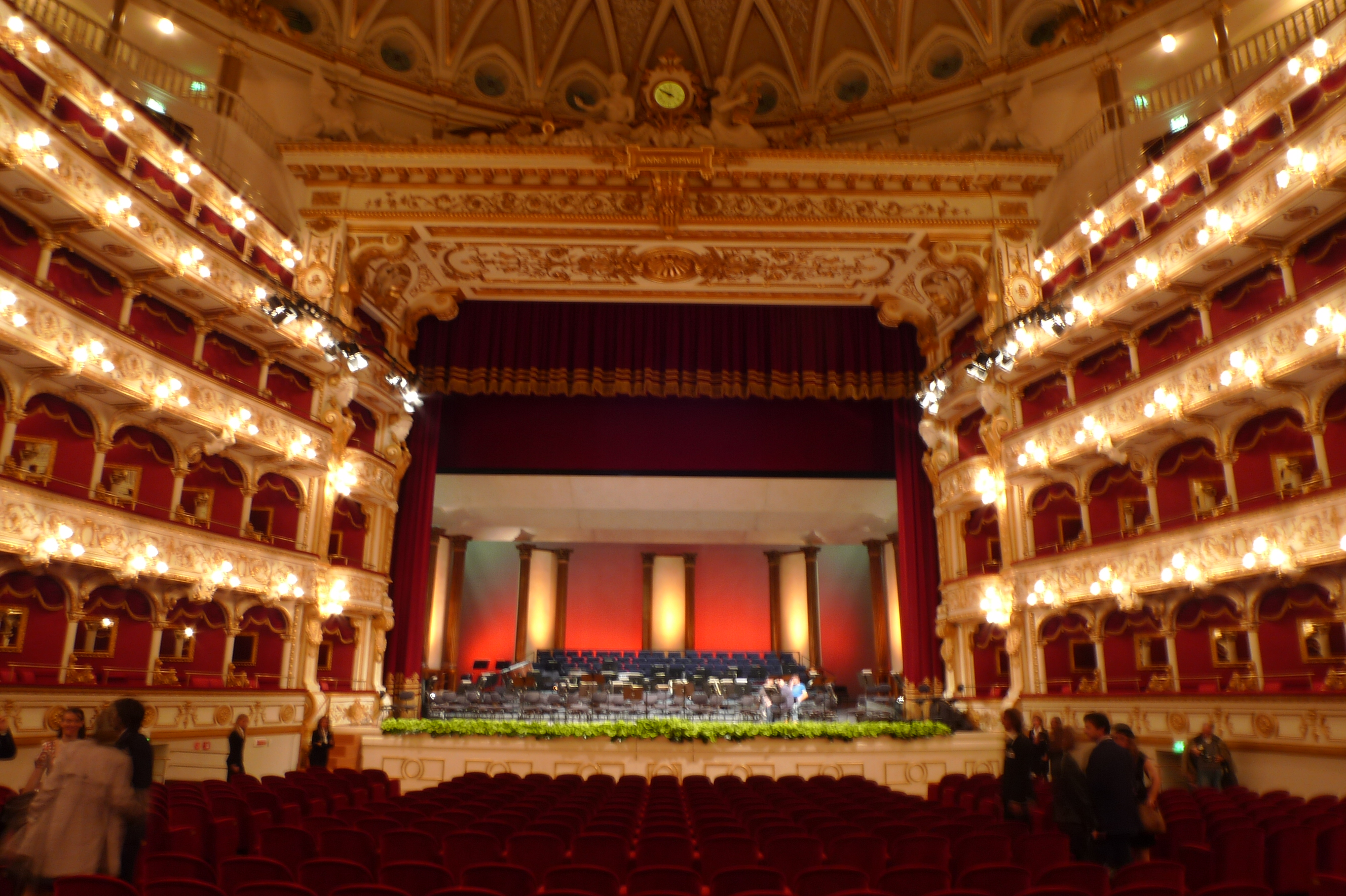
Sala del teatro

Il Petruzzelli ha regalato ai baresi anche importanti concerti di musica leggera. È stato sede fra l'altro della rassegna canora Caravella dei successi (1965 - 1975), trasmessa dalla Rai, e soprattutto sede della trasmissione televisiva musicale Azzurro (1982 - 1992) trasmessa prima dalla Rai e poi da Mediaset per alcuni anni consecutivi, organizzata come una gara a squadre tra artisti musicali e ospitando tra gli altri Lucio Dalla, Paolo Conte e Ornella Vanoni.

#### Dagli anni '80 ad oggi
Negli anni ottanta il teatro ospitò due grandi "prime": quella dell'Iphigénie en Tauride di Niccolò Piccinni, mai più rappresentata dopo il debutto a Parigi nel 1779, e quella della versione napoletana de I puritani di Vincenzo Bellini, scritta per Maria Malibran e mai rappresentata.
L'interno del teatro è stato anche usato come scenografia da registi come Franco Zeffirelli.
Il teatro è ricordato inoltre perché vi è stato girato il film Polvere di stelle di Alberto Sordi che fu presentato il 4 maggio 2019 nell'edizione restaurata dalla Cineteca Nazionale del Centro Sperimentale di Cinematografia in occasione del centenario di Alberto Sordi nell'ambito del Bif&st-Bari International Film Festival che il Petruzzelli ospita dal 2010.

### Il rogo e la ricostruzione (1991-2009)
Nella notte tra il 26 e il 27 ottobre 1991 il teatro fu devastato da un violentissimo incendio e solo il collasso della cupola, che ha soffocato le fiamme, ne ha impedito la distruzione. L'ultima opera rappresentata fu la Norma.

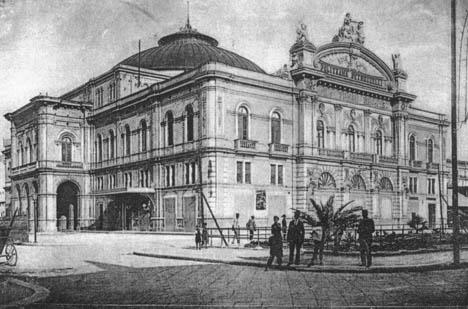
Il teatro poco dopo il suo completamento

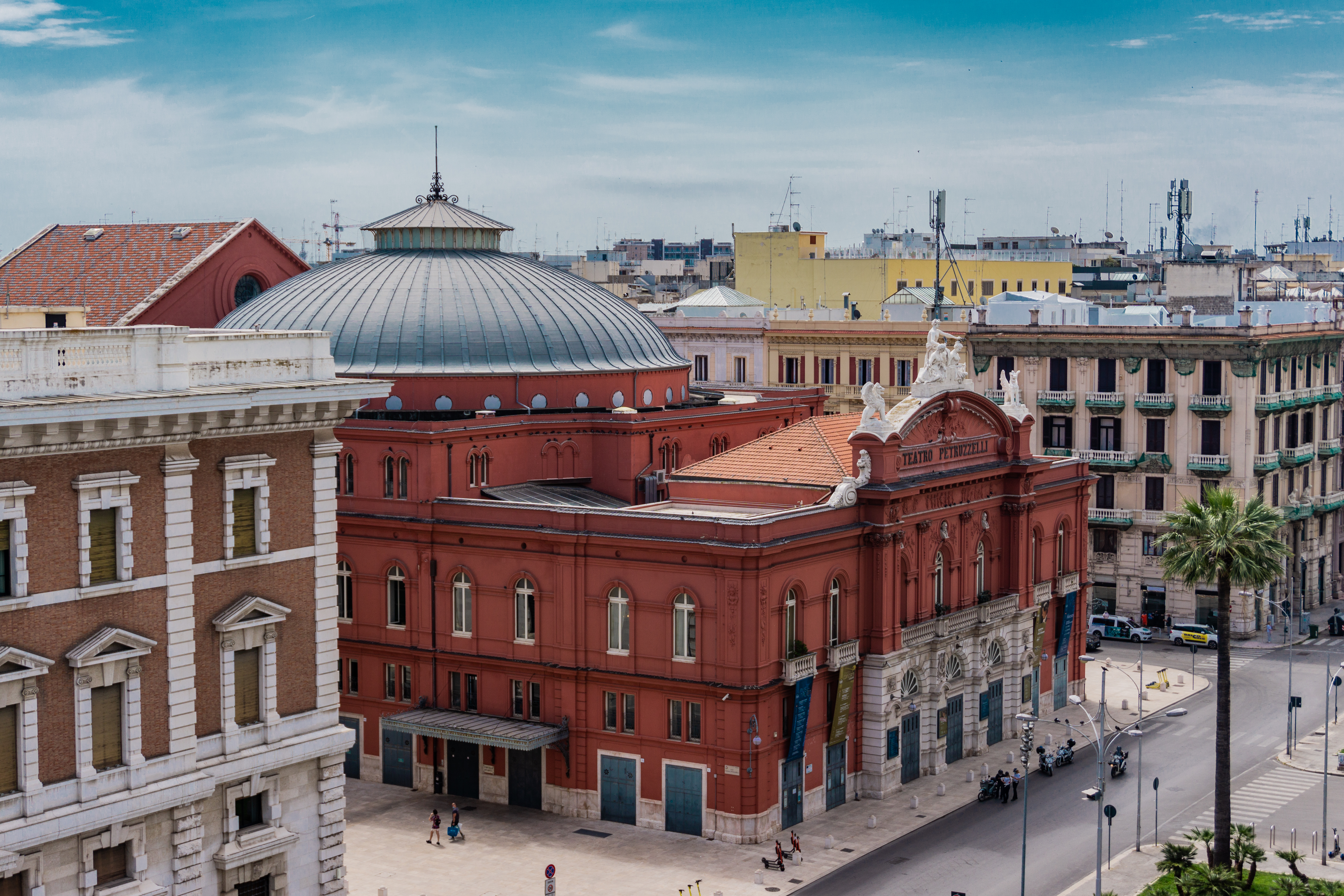
Il Teatro Petruzzelli oggi

Il processo penale riguardante il rogo si è concluso con l'assoluzione degli imputati accusati di essere i mandanti e con la condanna degli esecutori materiali del fatto. Un altro procedimento civile, che vedeva coinvolti la famiglia Messeni Nemagna ed il gestore temporaneo di allora, Ferdinando Pinto, accusato di non aver assicurato il Teatro, si è concluso con la condanna di quest'ultimo a pagare un risarcimento di 57 miliardi di lire in favore dei proprietari del Teatro. Tuttavia il risarcimento non è mai stato percepito visto che il signor Pinto risulta nullatenente.
Il 21 novembre 2002, presso il Ministero per i beni e le attività culturali, alla presenza dell'allora ministro Giuliano Urbani e del sottosegretario Nicola Bono, fu sottoscritto un protocollo d'intesa, tra i proprietari del Teatro, il Comune di Bari, la Provincia di Bari e la Regione Puglia, che prevedeva la consegna del teatro alle parti pubbliche.

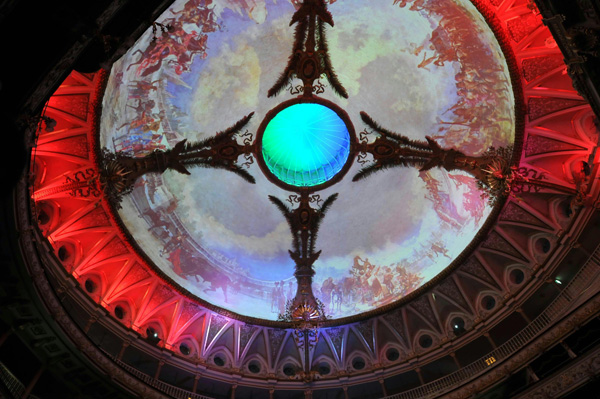
La cupola illuminata dagli affreschi perduti di Raffaele Armenise.

Quest'ultima avrebbe corrisposto, per l'uso del teatro per svolgere le sue attività e per l'uso in esclusiva del marchio, anche per finalità commercialmente rilevanti, un canone determinato dal Ministero per i Beni e le Attività Culturali, sottostimato ovvero decurtato della quota d'ammortamento della ricostruzione.
I primi lavori furono realizzati tra il 1993 ed il 1998 direttamente dalla proprietà con l'utilizzo di un contributo statale. Finiti i soldi e in attesa della definizione dei rapporti con gli enti pubblici territoriali, il cantiere si è fermato per riprendere a opera delle parti pubbliche dopo la sottoscrizione del protocollo d'intesa del 2002. Fu realizzato nel 2005 il recupero del foyer e del suo apparato decorativo, fortemente danneggiato dall'incendio, il consolidamento delle fondamenta regolarmente collaudato, la predisposizione degli impianti e fu completato il rustico. Finiti i lavori, senza spiegazione, il cantiere viene fermato nuovamente.
Il 3 ottobre del 2006, il Teatro è stato espropriato in base ad un articolo collegato alla legge finanziaria del 2006 divenendo proprietà del Comune di Bari. Il 30 aprile 2008 la Corte costituzionale con sentenza n. 128/2008 ha dichiarato l'incostituzionalità dell'esproprio e ridato la proprietà del Teatro alla famiglia Messeni Nemagna per mancanza dei requisiti di "straordinaria necessità e urgenza" previsti dall'esproprio.

In una veduta dall'alto gli effetti dell'incendio

Durante il breve periodo dell'esproprio una lettera del sindaco pro tempore Michele Emiliano che lamentava presunte criticità statiche, nonostante fossero stati eseguiti e collaudati dalla Soprintendenza ulteriori lavori di consolidamento statico, faceva avviare le procedure della protezione civile.
Veniva nominato commissario speciale Angelo Balducci con il suo collaboratore De Santis. Il costo dei lavori aumentava del 156%, con un buco di bilancio di 13 milioni di euro che da successive indagini di Ros e Guardia di Finanzia, disposte dalla procura di Roma risulterebbe siano stati utilizzati per creare fondi neri. In particolare si legge: "In cambio dell'appalto del Petruzzelli i Cerasi finanziano il film del figlio di Balducci. L'affare conviene perché l'attuale costo di 24 milioni e 300 mila euro, così come aggiudicato nel maggio del 2007, lievita poi di circa 16 milioni come lo stesso Balducci fa sapere agli enti locali prima di finire nello scandalo chiedendo soldi extra alle amministrazioni locali. Una circostanza che, come testimoniano alcune intercettazioni telefoniche, potrebbe essere stata anche decisa a tavolino".. A distanza di soli due anni dal completamento dei lavori (novembre 2010) sono già stati riscontrati molti cedimenti dell'intonaco e della pavimentazione, visibili infiltrazioni e deterioramento.
Il Petruzzelli, ricostruito interamente con soldi pubblici; come previsto dal Protocollo d'Intesa, contratto di diritto privato sottoscritto dalle parti pubbliche e private, è stato riconsegnato al Comune di Bari il 7 settembre 2009 che lo recepiva esclusivamente in qualità di custode, ma poi ne disponeva sulla base di una artificiosa triangolazione di verbali tra soprintendenza ministero e commissario Balducci. Inoltre il comune di Bari ignorando le sentenze che lo vedono parte soccombente e scavalcandone il pronunciamento definitivo invoca l'art, 5 della convenzione di concessione del suolo che prevede che: "Nel caso che l'edificio crollasse per terremoto, per incendio o per qualsiasi altra causa, il concessionario ed i suoi aventi causa avranno il diritto di rimettere il Politeama nello stato primitivo, purché i lavori siano intrapresi fra un anno e siano completati fra tre a contare dal giorno in cui il crollo sia avvenuto; oppure avranno il dovere di sgombrare il suolo dei materiali e restituirlo libero al Comune fra un anno a contare dal sopra indicato termine".

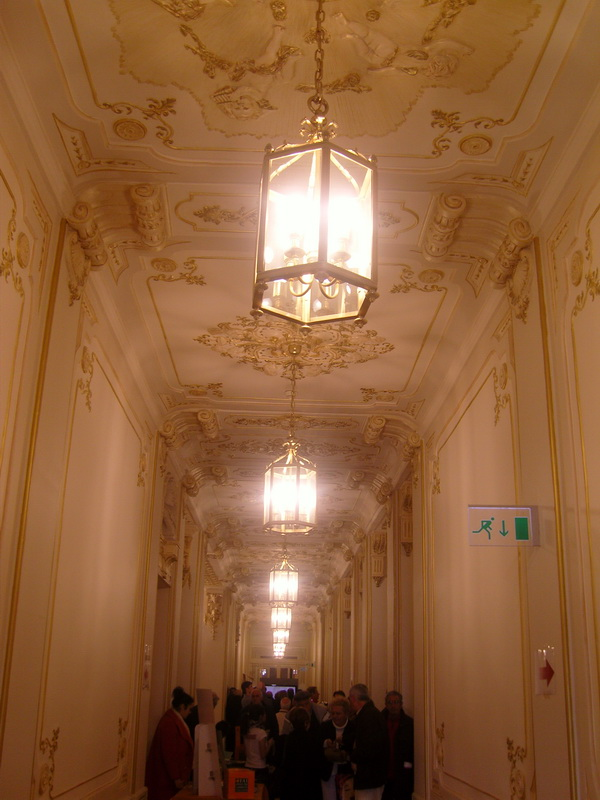
Interni del Teatro Petruzzelli oggi

Il comune ha rilasciato concessione edilizia per "lavori di straordinaria manutenzione" e la soprintendenza dei beni culturali ha richiesto un "restauro con parziale integrazione". Il protocollo d'intesa contratto di diritto privato sottoscritto tra le parti pubbliche e private nel 2002, ha comunque definitivamente transatto ogni questione. Attualmente sono in atto contenziosi fin qui vinti dalla famiglia proprietaria. In particolare il 22 novembre 2014, dopo che ben altri 16 giudici si erano già pronunciati in tal senso, la Corte d'appello di Bari, confermando la sentenza di primo grado del 2009 ha riconosciuto piena validità ed efficacia al Protocollo d'Intesa, qualificato come contratto di diritto privato, vincolante per tutte le parti e non suscettibile di revoca.
Il teatro ristrutturato ha una capienza teorica di 1480 posti, che, togliendo i posti a disposizione per esigenze tecniche (luci, videocamere, regia ecc.) diventa di 1250 posti effettivi.

### Fondazione lirico sinfonica Petruzzelli e Teatri di Bari
La Fondazione Lirico Sinfonica Petruzzelli e Teatri di Bari è stata infine individuata come l'unico soggetto in grado di assumere la gestione, la manutenzione e l'assicurazione del Teatro Petruzzelli, sulla base di quanto scritto nell'ex art. 23 della legge 800 del 1967, secondo il quale i comuni devono mettere a disposizione degli enti lirici i teatri di proprietà comunale, per dare seguito alle stagioni concertistiche. Il Teatro Petruzzelli riapre ufficialmente domenica 4 ottobre 2009, quasi 18 anni dopo il rogo con l'esecuzione della Nona sinfonia di Ludwig van Beethoven da parte dell'Orchestra della Provincia di Bari, diretta dal maestro Fabio Mastrangelo.
Il 6 dicembre 2009 viene inaugurata la prima stagione lirica nel Petruzzelli ricostruito dopo il rogo con Turandot di Giacomo Puccini, regia di Roberto De Simone e direzione orchestrale del maestro Renato Palumbo, che in settembre aveva concertato Tosca, ultimo titolo in cartellone in trasferta al Teatro Piccinni. Proprio una prova di questa Tosca è stata il primo test acustico per orchestra e cantanti dopo la ricostruzione.
Il Petruzzelli insieme al teatro Piccinni, al Margherita e il Teatro Kursaal Santalucia formano il Miglio dei teatri.
Attuali soci fondatori della Fondazione lirico sinfonica Petruzzelli e Teatri di Bari sono: Ministero dei beni e delle attività culturali, Comune di Bari, Città metropolitana di Bari, Regione Puglia e l'impresa edile Cobar Spa.
Nel 2016 il sovrintendente e direttore artistico era Massimo Biscardi, il presidente del Consiglio di indirizzo della fondazione era Antonio Decaro, sindaco di Bari.
In precedenza, dal marzo 2015 ad agosto 2016, presidente della Fondazione è stato l'ex magistrato e scrittore Gianrico Carofiglio.
Il Teatro è stato prima di proprietà del comune di Bari, dopo che il Tribunale civile di Bari nell’aprile 2019 ha respinto le pretese della famiglia Messeni. Il 19 novembre 2021, la corte d'Appello, ha ribaltato la sentenza di primo grado restituendo la proprietà del teatro alla famiglia Messeni Nemagna. Il 31 dicembre 2021 il teatro è stato scelto come cornice del Capodanno in musica, condotto da Federica Panicucci, in diretta su Canale 5.

## Prime delle stagioni operistiche
A seguire, le prime delle stagioni operistiche del Teatro Petruzzelli a partire dalla prima stagione di Opera e Balletto dopo la ricostruzione:
- 2009/2010: Turandot di Giacomo Puccini; direttore Renato Palumbo, regia Roberto De Simone
- 2010/2011: Il tabarro di Giacomo Puccini e Cavalleria rusticana di Pietro Mascagni; direttore Alberto Veronesi, regia Michele Mirabella
- 2012: Carmen di Georges Bizet; direttore Lorin Maazel, regia William Kerley
- 2013: Otello di Giuseppe Verdi; direttore Keri-Lynn Wilson, regia Eimuntas Nekrošius
- 2014: Elettra di Richard Strauss; direttore Jonathan Nott, regia Gianni Amelio
- 2015: I dialoghi delle Carmelitane di Francis Poulenc; direttore Daniel Kawka, regia Leo Muscato
- 2016: Le nozze di Figaro di Wolfgang Amadeus Mozart; direttore Matthew Aucoin, regia Chiara Muti
- 2017: La gazza ladra di Gioachino Rossini; direttore George Petrou, regia di Damiano Michieletto
- 2018: Der Fliegende Holländer di Richard Wagner; direttore Giampaolo Bisanti, regia di Yannis Kokkos
- 2019: Simon Boccanegra di Giuseppe Verdi; direttore Jordi Bernàcer, regia di Arnaud Bernard
- 2020: Un ballo in maschera di Giuseppe Verdi; direttori Giampaolo Bisanti e Leonardo Sini; regia di Massimo Gasparon
- 2022: Tristan und Isolde di Richard Wagner; direttore Marc Piollet; regia di Yannis Kokkos
- 2023: Il barbiere di Siviglia di Gioachino Rossini; direttore Stefano Montanari; regia di Davide Livermore
- 2024: Fidelio di Ludwig van Beethoven; direttore Stefano Montanari; regia di Joan Anton Rechi
- 2025: Il corsaro di Giuseppe Verdi; direttore Stefano Montanari; regia di Lamberto Puggelli